# Moult
Moult [mult]  est une ancienne commune française, située dans le département du Calvados en région Normandie, peuplée de 2 799 habitants.
Le 1er janvier 2017, la commune a été réunie à Chicheboville pour former la « nouvelle commune » appelée Moult-Chicheboville, dont Moult est le chef-lieu.

## Géographie
La commune de Moult est située sur la route nationale 13 reliant Caen (sa préfecture, à 18 km au nord-ouest) à Lisieux (34 km à l'est), dans la vallée de la Muance, aux portes du pays d'Auge.
Le territoire communal fait 10,23 km2.

## Toponymie
Le nom de la localité est attesté sous la forme de Modollo vers 1040.

## Histoire
Le peuplement de Moult est ancien, comme en témoignent les fouilles archéologiques qui ont révélé en 2013 la présence d'une occupation néolithique dans le quartier Le Val des Cigognes, rue de Pakosław ; les fouilles y ont été réalisées dans le cadre d'une archéologie préventive, préalablement à l’aménagement du quartier.
Toujours dans le cadre de fouilles préventives préalables à un aménagement urbain, l'Inrap a découvert et fouillé (fouilles terminées en 2017) une importante nécropole celte datant du Ve siècle av. J.-C. et comportant 150 tombes, avec des poteries et un trésor en bronze.
La commune abrite aussi les restes d'un camp fortifié qui contrôlait l'axe de Vieux (Aregenua) à Lisieux (Noviomagus Lexoviorum), respectivement capitales de cité des Viducasses et des Lexoviens.

## Politique et administration

### Liste des maires

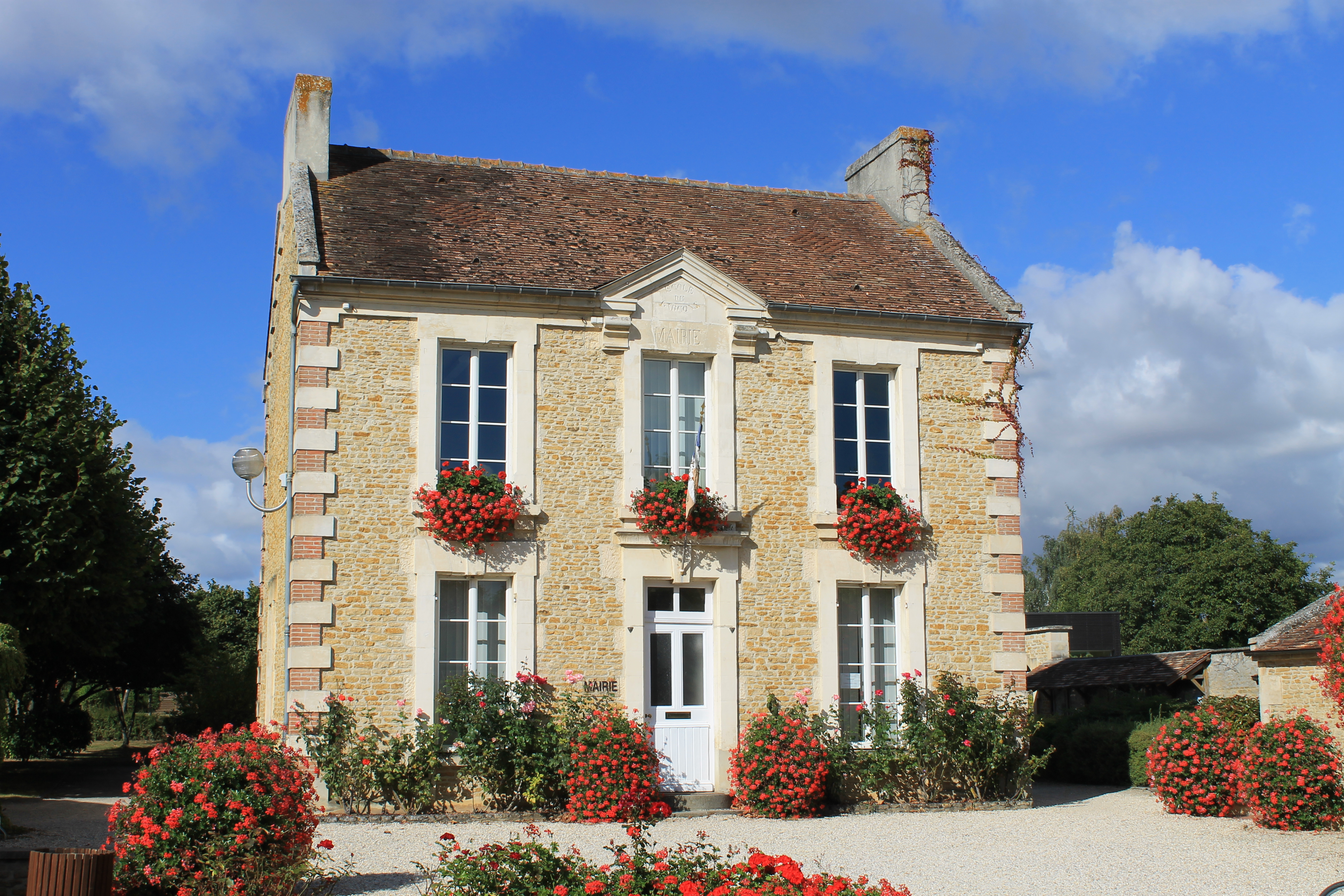
La mairie.

| Période                                  | Période                 | Identité                         | Étiquette | Qualité |
| ---------------------------------------- | ----------------------- | -------------------------------- | --------- | --- |
| ?                                        | janvier 1886            | Alphonse Minot                   |           | |
| Les données manquantes sont à compléter. |                         |                                  |           | |
| octobre 1923                             | 1940                    | Lucien Cingal                    |           | Ancien cultivateur, propriétaire |
| Les données manquantes sont à compléter. |                         |                                  |           | |
| 1947                                     | 1951 (démission)        | M. Lethan                        |           | |
| 1951                                     | mars 1959               | Émile Cingal (fils de L. Cingal) |           | Chevalier des Palmes académiques et du Mérite agricole |
| mars 1959                                | mars 1971               | Émile Ory                        |           | Ancien sergent d'infanterie, maire honoraire |
| mars 1971                                | 26 janvier 1981 (décès) | Pierre Cingal (fils d'E. Cingal) |           | Ancien enseignant à Dozulé Officier des Palmes académiques, chevalier de l'Ordre national du Mérite                                                                                    |
| 27 février 1981,                         | 31 décembre 2016        | Alain Tourret                    | PRG       | Avocat Député du Calvados (6e circ.) (1997 → 2002 et 2012 → 2022) Conseiller régional de Basse-Normandie (1986 → 1992 et 2004 → 2012) Vice-président du conseil régional (2004 → 2012) |
| Les données manquantes sont à compléter. |                         |                                  |           | |

## Démographie
L'évolution du nombre d'habitants est connue à travers les recensements de la population effectués dans la commune depuis 1793. À partir du 1er janvier 2009, les populations légales des communes sont publiées annuellement dans le cadre d'un recensement qui repose désormais sur une collecte d'information annuelle, concernant successivement tous les territoires communaux au cours d'une période de cinq ans. 
Pour les communes de moins de 10 000 habitants, une enquête de recensement portant sur toute la population est réalisée tous les cinq ans, les populations légales des années intermédiaires étant quant à elles estimées par interpolation ou extrapolation. Pour la commune, le premier recensement exhaustif entrant dans le cadre du nouveau dispositif a été réalisé en 2005,.
En 2021, la commune comptait 2 799 habitants, en évolution de +26,59 % par rapport à 2015 (Calvados : +1,58 %, France hors Mayotte : +2,49 %).
La commune connaît ces dernières années une poussée démographique importante due à sa proximité de la ville de Caen.
| 1793 | 1800 | 1806 | 1821 | 1831 | 1836 | 1841 | 1846 | 1851 |
| ---- | ---- | ---- | ---- | ---- | ---- | ---- | ---- | ---- |
| 562  | 495  | 602  | 649  | 623  | 690  | 650  | 663  | 720  |

| 1856 | 1861 | 1866 | 1872 | 1876 | 1881 | 1886 | 1891 | 1896 |
| ---- | ---- | ---- | ---- | ---- | ---- | ---- | ---- | ---- |
| 738  | 727  | 647  | 653  | 635  | 580  | 593  | 606  | 589  |

| 1901 | 1906 | 1911 | 1921 | 1926 | 1931 | 1936 | 1946 | 1954 |
| ---- | ---- | ---- | ---- | ---- | ---- | ---- | ---- | ---- |
| 595  | 596  | 574  | 464  | 518  | 498  | 518  | 569  | 637  |

| 1962 | 1968 | 1975 | 1982 | 1990 | 1999  | 2005  | 2010  | 2015  |
| ---- | ---- | ---- | ---- | ---- | ----- | ----- | ----- | ----- |
| 675  | 670  | 765  | 827  | 919  | 1 130 | 1 455 | 1 848 | 2 211 |

| 2018  | - | - | - | - | - | - | - | - |
| ----- | - | - | - | - | - | - | - | - |
| 2 654 | - | - | - | - | - | - | - | - |

## Lieux et monuments

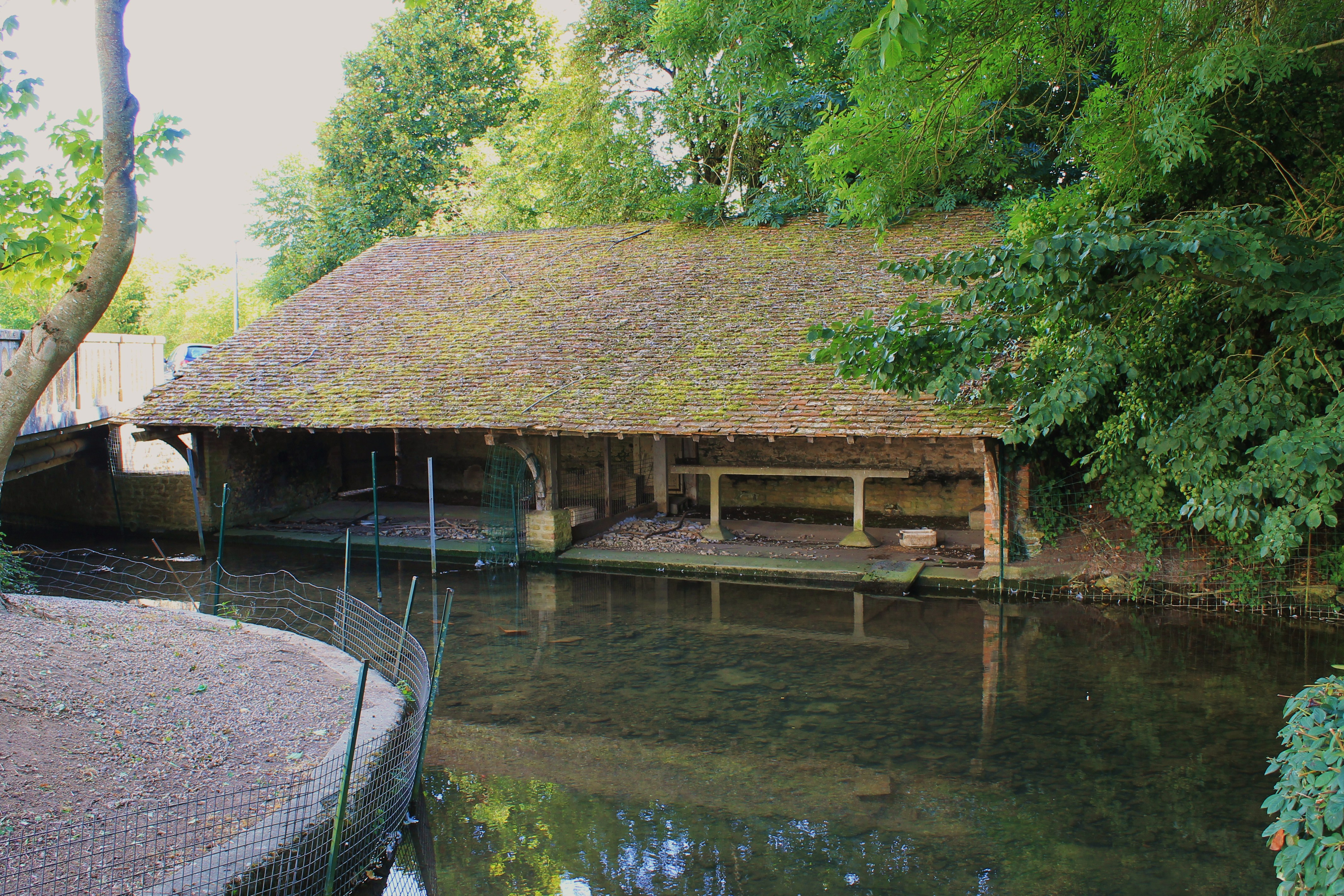
Le lavoir.

- Église Sainte-Anne, dont le chœur du XIIe siècle est inscrit au titre des Monuments historiques depuis le 4 octobre 1932[14].
- Lavoir sur la Muance.
- Moulin sur la Muance.